# 桑泰尔地区鲁夫鲁瓦
桑泰尔地区鲁夫鲁瓦（法語：Rouvroy-en-Santerre，法語發音：[ʁuvʁwa ɑ̃ sɑ̃tɛʁ]），或纯音译作鲁夫鲁瓦昂桑泰尔，是法国上法蘭西大區索姆省的一个市镇，属于蒙迪迪耶区。

## 地理
桑泰尔地区鲁夫鲁瓦（49°46'8"N, 2°42'32"E）面积7.35 平方千米，位于法国上法蘭西大區索姆省，该省份为法国北部沿海省份，北起加来海峡省和北部省，西接滨海塞纳省和大西洋英吉利海峡，南至瓦兹省，东临埃纳省。
与桑泰尔地区鲁夫鲁瓦接壤的市镇（或旧市镇、城区）包括：布舒瓦尔、福利、富克库尔、梅阿里库尔、帕尔维莱尔-勒凯努瓦、瓦尔维莱尔。

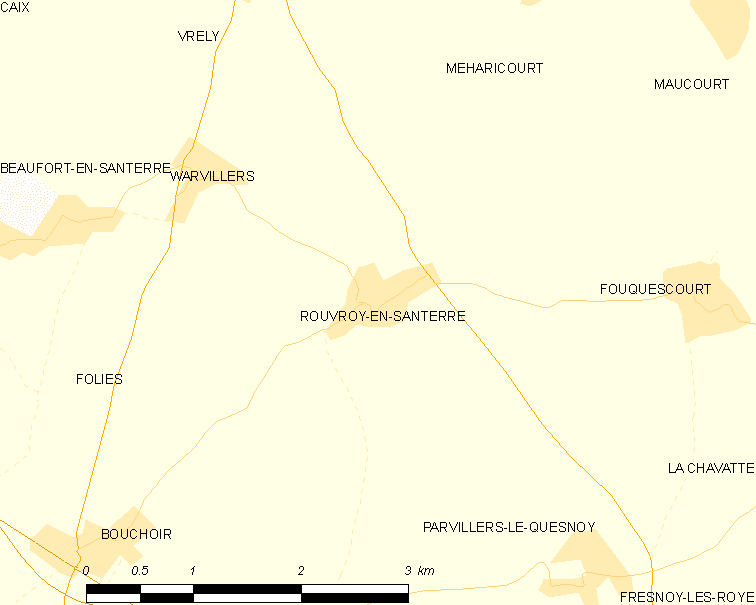
桑泰尔地区鲁夫鲁瓦的OSM定位图

桑泰尔地区鲁夫鲁瓦的时区为UTC+01:00、UTC+02:00（夏令时）。

## 行政
桑泰尔地区鲁夫鲁瓦的邮政编码为80170，INSEE市镇编码为80682。

## 政治
桑泰尔地区鲁夫鲁瓦所属的省级选区为莫勒伊县。

## 人口

1962-2008年间桑泰尔地区鲁夫鲁瓦人口变化图示

桑泰尔地区鲁夫鲁瓦于2022年1月1日时的人口数量为209人。